# 162e division d'infanterie (France)
Pour les articles homonymes, voir 162e division.
La 162e division d'infanterie est une division d'infanterie de l'armée de terre française qui a participé à la Première Guerre mondiale.

## Les chefs de la162edivisiond'infanterie
- 23 octobre 1916 - 9 septembre 1917 : Général Rauscher
- 9 septembre 1917 - 15 janvier 1919 : Général Messimy

## Première Guerre mondiale

### Composition
- Infanterie

43e Régiment d'Infanterie de novembre 1916 à novembre 1918
127e Régiment d'Infanterie de novembre 1916 à novembre 1918
327e Régiment d'Infanterie de novembre 1916 à novembre 1918
- Cavalerie

1 escadron du 6e régiment de chasseurs à cheval de novembre 1916 à novembre 1918
- Artillerie

1 groupe de 75 du 28e régiment d'artillerie de campagne de novembre 1916 à juillet 1917
2 groupes de 75 du 53e régiment d'artillerie de campagne de novembre 1916 à juillet 1917
3 groupes de 75 du 263e régiment d'artillerie de campagne de juillet 1917 à novembre 1918
122e batterie de 58 du 4e régiment d'artillerie de campagne de novembre 1916 à janvier 1918
101e batterie de 58 du 263e régiment d'artillerie de campagne de janvier à novembre 1918
8e groupe de 155c du 101e régiment d'artillerie lourde de juillet à novembre 1918
- Génie

bataillon du 72e régiment d'infanterie territoriale d'août à novembre 1918

### Historique

#### 1916
Constitution dans la région de Courtisols entre le 22 octobre et le 25 novembre 1916.
- 25 novembre 1916 – 7 janvier 1917 : mouvement vers le front et occupation d'un secteur vers la cote 193 et l'ouest de la ferme Navarin.

#### 1917
- 7 – 20 janvier : retrait du front, mouvement vers Bouy ; instruction.

14 janvier : mouvement vers la vallée de l'Aisne, par Avize et Plivot.
- 20 janvier – 13 mars : occupation d'un secteur entre la ferme d'Hurtebise et le Ployon, dans les environs de Pontavert (éléments dès le 18 janvier) :

12 février : attaque locale vers le bastion de Chevreux.
- 13 mars – 8 avril : retrait du front et repos vers Igny-le-Jard.
- 8 – 21 avril : occupation d'un secteur vers la ferme de la Creute et la ferme d'Hurtebise.

15 avril : engagée dans la bataille du Chemin des Dames, prise du plateau de Vauclerc ; puis organisation et défense des positions conquises.
- 21 avril – 30 juillet : retrait du front ; repos vers La Ferté-sous-Jouarre.

9 mai : mouvement par étapes vers Mailly-le-Camp ; repos et instruction au camp.
13 juin : mouvement par étapes vers la région de Provins ; à partir du 20, repos près de Villiers-Saint-Georges.
4 juillet : transport par V.F. vers Bergues ; repos et instruction.
16 juillet : occupation, par l'infanterie, d'un secteur vers Noordschote et Steenstrate (sous les ordres de la 51e D.I.).
- 30 juillet – 4 août : retrait du front ; repos vers Roesbrugge-Haringe et Beveron.
- 4 – 21 août : mouvement vers le front ; occupation d'un secteur vers Bikschote et Noordschote : les 16 et 17 août, attaque des lignes du Saint-Jansbeek ; occupation de la presqu'île de Poesele (bataille de Passchendaele).
- 21 août – 15 septembre : retrait du front ; repos vers Bergues.
- 15 septembre – 27 octobre : mouvement vers Roosbrugge-Haringhe ; travaux.

8 octobre : mouvement vers West-Cappel ; travaux et instruction.
- 27 octobre – 21 novembre : occupation d'un secteur vers Kloosterschool et le nord de Langemark.
- 21 novembre 1917 – 6 janvier 1918 : retrait du front ; repos et instruction vers Bergues ; puis mouvement par étapes vers la région de Montmorency. À partir du 13 décembre, repos et instruction.

#### 1918
- 6 – 27 janvier : transport par V.F., de Louvres et de Goussainville, vers Coincy et Fère-en-Tardenois. À partir du 10 janvier, mouvement vers Chéry-Chartreuve ; instruction.
- 27 janvier – 24 mars : mouvement vers Fismes, puis occupation d'un secteur entre la Miette et le Ployon, dans les environs de Pontavert.

2 mars : actions locales sur les positions allemandes.
- 24 – 30 mars : retrait du front et mouvement vers Romains ; puis, à partir du 26 mars, transport par camions vers Ressons-sur-Matz.
- 30 mars – 5 mai : occupation d'un secteur vers Ayencourt et l'ouest de Montdidier : actions locales vers Mesnil-Saint-Georges.
- 5 – 29 mai : retrait du front et travaux vers Sains-Morainvillers ; le 16, mouvement vers Saint-Just-en-Chaussée ; travaux.
- 29 mai – 18 juillet : transport par camions au nord-est de Vic-sur-Aisne ; éléments engagés, dès le débarquement, dans la 3e Bataille de l'Aisne. Repli sur l'Aisne ; le 7 juin, prise de Port Fontenoy. Organisation et occupation d'un secteur dans la région de Port Fontenoy, le plateau au sud de Vingré.

12 juin : violentes attaques allemandes, puis offensive locale sur les positions allemandes, au nord-est du Port Fontenoy.
14 juin : front étendu à droite jusque vers Ambleny.
15 juillet : front étendu à gauche, jusque vers Autrêches.
- 18 juillet – 26 août : engagée dans la 2e bataille de la Marne, puis dans la 2e Bataille de Noyon.

20 juillet : prise de Fontenoy ; attaque au nord de l'Aisne ; prise de Nouvron-Vingré, de Tartiers et de Villers-la-Fosse.
- 26 août – 5 septembre : retrait du front et repos vers Villers-Cotterêts.
- 5 septembre – 1er octobre : mouvement vers Condé-sur-Aisne et occupation d'un secteur entre le nord de Vailly et le sud d'Aizy ; engagée dans la poussée vers la position Hindenburg :

Combats de Vailly et de Vauzelles.
Progression au-delà du Chemin des Dames.
Puis organisation des positions conquises vers la ferme de Royère.
- 1er octobre – 11 novembre : retrait du front ; transport par V.F. vers le Thillot ; repos. À partir du 9 octobre, relève d'éléments américains et occupation d'un secteur entre Metzeral et la vallée de la Weiss.

### Rattachements
Affectation organique : 1er corps d'armée, d'octobre 1916 à novembre 1918
- 1re armée

1er mai – 11 juin 1917
5 juillet – 29 octobre 1917
30 mars – 9 mai 1918
15 – 28 mai 1918
- 3e armée

28 – 30 mars 1918
9 – 15 mai 1918
28 – 29 mai 1918
- 4e armée

22 octobre 1916 – 17 janvier 1918
- 5e armée

17 janvier – 21 avril 1917
- 6e armée

29 octobre 1917 – 28 mars 1918
29 mai – 2 juin 1918
- 7e armée

3 octobre – 11 novembre 1918
- 10e armée

21 avril – 1er mai 1917
11 juin – 5 juillet 1917
2 juin – 3 octobre 1918